# Raphaël Vaudenay
Raphaël Vaudenay, né en 1879 et mort en 1963, est un peintre amateur français.

## Biographie
Raphaël Vaudenay était ouvrier à Aubervilliers. Il vécut à Stains des années 1930 jusqu'à sa mort.

## Œuvres
Aquarelliste amateur, lors de ses temps libres, Vaudenay peignait les villages, les champs et les paysages des actuels départements du Val-d'Oise et de la Seine-Saint-Denis. 
Ces dessins rendent compte de l'aspect du paysage rural du nord de l'Ile-de-France dans les années 1930-1940, avant le bouleversement des « Trente Glorieuses ».
Vingt-quatre communes de l'actuel Val-d'Oise sont ainsi représentées, ces images ont donc une valeur autant historique qu'artistique.
Après sa mort, sa production est dispersée, toutefois 78 aquarelles et dessins sont déposés aux Archives départementales du Val-d'Oise où ils constituent le "fonds Vaudenay".
Les villes de Stains et Beaumont-sur-Oise ont aussi acquis des œuvres représentant leurs anciens paysages.